# Olijfgroene schijfzwam
De olijfgroene schijfzwam (Diplocarpa bloxamii) is een schimmel behorend tot de familie Cordieritidaceae. Hij leeft saprotroof op dood loofhout. Hij komt vaak voor op Fagus en is vermoedelijk parasiet op Armillaria. Vruchtlichamen komen voor van april-mei en september-november.

## Kenmerken
De apothecia (vruchtlichamen) zijn donker grijsgroen, 2 mm in diameter, kortgesteeld, ingezonken en bijna zittend. Vaak in een poederige aseksuele vorm. Asci zijn cilindrisch-clavaat, 8-sporig, inamyloïde, 50-98 × 5-8 µm. De ascosporen zijn breed elliptisch, eenzijdig gerangschikt, hyaliene, 6-9 × 2,5-3,5 µm. De parafysen zijn cilindrisch, aan de toppen verbreed en 13,5 µm in diameter. Het pigment wordt paars in KOH.

## Verspreiding
In Nederland komt de olijfgroene schijfzwam uiterst zeldzaam voor. 